# Амел Бент
Амел Бент (фр. Amel Bent; Жуе ле Тур, 21. јун 1985), Француска, 21. јун 1985), је француска поп певачица.

## Биографија
Амел је мароканског порекла са мајчине и алжирског са очеве стране. Први велики корак у њеној каријери био је улазак у полуфинале такмичења Нова звезда (фр. Nouvelle Star), француске верзије „Поп идола“. Иако није прошла у финале, приметили су је неки од продуцената емисије, и тако је добила прилику да сними свој први албум, „Један летњи дан“ (фр. Un jour d'été), који је изашао крајем 2004. године. Албум је само у Француској продат у више од 200.000 примерака. Сингл „Моја филозофија“ (фр. Ma philosophie) продат је у више од 500.000 примерака.

## Албуми
- 2004:
- 2007:
- 2009:
- 2011:

## Синглови
-{
- 2004:
- 2005:
- 2005:

}-